# Joaquim Santos
Joaquim Santos (Penafiel, 9 juni 1952 – 18 maart 2024) was een Portugese rallyrijder. Hij was viervoudig kampioen van Portugal (1982, 1983, 1984, 1992). Hij was vooral bekend omdat hij betrokken was bij het dodelijk ongeval tijdens de rally van Portugal in 1986 waarbij een aantal toeschouwers om het leven kwam.